# Der Weg in den Abgrund
Der Weg in den Abgrund (Originaltitel: End of the Road) ist ein US-amerikanisches Filmdrama von Aram Avakian für die Produktionsfirma Allied Artists aus dem Jahr 1970 mit Stacy Keach, Harris Yulin, Dorothy Tristan und James Earl Jones in den Hauptrollen. Der Film basiert auf dem Roman The End of the Road von John Barth.

## Handlung
Jacob Horner, ein junger Intellektueller, der sich vor seiner Berufung an eine Hochschule ratlos und überfordert fühlt, wird auf einer Bahnhofsplattform von Dr. D überredet, sich behandeln zu lassen, und in eine bizarre Irrenanstalt namens „The Farm“ gebracht. Dort gerät er immer tiefer in die Fänge des Psychiatrie-Scharlatans.
Nachdem er nach vielen aufreibenden Prozeduren schließlich als „geheilt“ entlassen wird, tritt Jacob endlich seinen Job als Englisch-Dozent an einem nahe gelegenen College an und beginnt eine verhängnisvolle Affäre mit Rennie Morgan, der Frau eines Kollegen.
Horner kämpft verzweifelt mit seinen Ängsten und seiner Gewissensnot. Seine Furcht, sich irgendwann festlegen zu müssen, führt für die Frau durch eine Abtreibung zum Tode und für den Mann in noch tiefere Ausweglosigkeit.

## Kritiken
„Die auf mehreren Ebenen spielende Handlung, die amerikanische Alltagsprobleme behandelt, ist optisch überraschend kontrastierend inszeniert.“

## Produktionsnotizen
Das Szenenbild stammt von Jack Wright III, die Kostüme lieferte Catherine Gaudio, Bühnenbildner war John Mortensen, die Bauten schuf Robert Hamlin. John Alese sowie Dean Newman zeichneten als Maskenbildner verantwortlich. George Avakian hatte die musikalische Leitung. Drehorte lagen in Great Barrington, Massachusetts, in den USA.

## Auszeichnungen
- 1970: Großer Preis Goldener Leopard Award des Locarno International Film Festival[2]

## Veröffentlichung
Der Film wurde am 18. September 2012 als englischsprachige DVD (Regionalcode 1) veröffentlicht. Seine Fernsehpremiere in Deutschland hatte er am 9. Mai 1991 auf Tele 5.

### DVD
- Format: Farbe, NTSC
- Sprache: Nur Englisch (Dolby Digital 2.0 Mono)
- Region: Region 1 (Nur für die USA und Kanada geeignet)
- Bildseitenformat: 1.33:1
- Anzahl Discs: 1
- Studio: Warner Home Video
- Erscheinungstermin: 18. September 2012
- Extras: 30 minütiges Featurette von Steven Soderbergh